# 터미네이터 솔저
《터미네이터 솔저》(영어: Total Retribution)는 2019년 개봉한 미국의 액션 SF 영화이다.

## 줄거리
지금으로부터 200년 후, 한 우주정거장에서 깨어난 헬렌. 그녀는 자신이 전투 안드로이드로 개발된 로봇이란 사실을 깨닫는다. 우주정거장 안에서 특수부대 레이즈 병장을 비롯한 군인들을 만나며, 헬렌은 자신도 본래 인간이었지만 로봇으로 조작되었다는 충격적인 사실을 알게 된다. 한편, 멀쩡했던 군인들마저 점점 좀비 바이러스에 감염된 듯 이상증세를 보이기 시작하고, 인간의 욕심으로 만들어진 무기 ‘솔라건’을 파괴하지 않으면 지구와 인류가 모두 자멸할 위기에 처하는데…

## 출연진
- 로빈 커츠
- 루시 레이너
- 마두카 스테디
- 스테이시 레이몬드